# کوسیریچ (روستا)
کوسیریچ (به صربی: Kosjerić) یک منطقهٔ مسکونی در صربستان است که در کوسیریچ واقع شده‌است. کوسیریچ ۱٬۰۲۳ نفر جمعیت دارد.